# Vocal semiabierta posterior no redondeada
La vocal semiabierta posterior no redondeadaⓘ es un sonido vocálico que se usa en algunas lenguas orales. Su símbolo en el Alfabeto Fonético Internacional es ʌ, y su equivalente en el sistema X-SAMPA es V. El símbolo AFI es una letra v invertida. En las transcripciones de algunas lenguas (incluidos algunos dialectos del inglés), se utiliza este símbolo para la vocal casi abierta central.

## Rasgos
- Su abertura es semiabierta, lo que significa que la lengua se sitúa a medio camino entre una vocal media y una vocal abierta.

- Su localización es posterior, lo que significa que la lengua se sitúa tan atrás como sea posible en la boca sin crear una constricción que se pueda calificar como consonante.

- Es una vocal no redondeada, lo que significa que los labios no se abocinan.

## Ejemplos
| Lengua     | Lengua              | Término | IPA    | Traducción      | Notas                                                             |
| ---------- | ------------------- | ------- | ------ | --------------- | ----------------------------------------------------------------- |
| Inglés     | Inglés de Terranova | pl'u's  | [plʌs] | 'más'           | Menos adelantada que en otros dialectos. Ver Fonología del inglés |
| Inglés     | Filadelfia          | pl'u's  | [plʌs] | 'más'           | Menos adelantada que en otros dialectos. Ver Fonología del inglés |
| Irlandés   | Irlandés            | 'o'la   | [ʌlˠə] | 'aceite'        |                                                                   |
| Coreano    | Coreano             | 벌      | [pʌl]  | 'castigo'       | Ver Fonología del coreano                                         |
| Vietnamita | Vietnamita          | 'â'n    | [ʌn]   | 'favor; gracia' | En ocasiones analizada como [ɜ] central.                          |

Antes de la Segunda Guerra Mundial, la Received Pronunciation tenía un fonema /ʌ/ fonéticamente cercano a una vocal posterior [ʌ]. Desde entonces dicho sonido ha ido cambiando hacia [ɐ] (una vocal casi abierta central). Daniel Jones informa de que su variedad del inglés (británico sureño) cuenta con una vocal posterior adelantada [ʌ̘] entre su /ə/ central y su /ɔ/ posterior. Sin embargo, Jones indica que otros hablantes sureños cuentan con una vocal más abierta e incluso más adelantada que se acerca a la [a] cardinal. En las variedades de inglés americano, la realización fonética más común (por ejemplo, en el inglés de Ohio o Texas) del fonema /ʌ/ es una vocal central que se puede transcribir como [ɜ] (semiabierta central). La variantes posteriores genuinas de /ʌ/, que fonéticamente son [ʌ], aparecen en el inglés de Terranova, Filadelfia o algunas variantes de inglés afroamericano. A pesar de todo, el símbolo < ʌ > se sigue usando ampliamente para referirse a este fonema, incluso en las variedades más comunes con variantes centrales [ɐ] o [ɜ], lo cual puede deberse tanto a la tradición como al hecho de que otros dialectos aún retienen la pronunciación antigua.